# Dragan Škrbić
Dragan Škrbić (srbskou cyrilicí: Драган Шкрбић; * 29. září 1968 Kula) je bývalý srbský házenkář. S jugoslávskou reprezentací získal dva bronzy na mistrovství světa (1999, 2001) a jeden na mistrovství Evropy (1996). Nejlepšího umístění na olympijských hrách dosáhl v Sydney 2000, kde Jugoslávie skončila čtvrtá, on však byl vyhlášen nejlepším hráčem turnaje. S Barcelonou, kde působil v závěru kariéry, v letech 2002–2008, vyhrál v roce 2005 Ligu mistrů, nejprestižnější klubovou soutěž Evropy. V roce 2003 pak druhou nejprestižnější, Pohár EHF (dnes Evropská liga). V roce 2000 byl vyhlášen Mezinárodní házenkářskou federací světovým házenkářem roku. Dvakrát byl vyhlášen nejlepším pivotem španělské ligy (2003 a 2004). V sezóně 1997/98 byl vyhlášen nejlepším hráčem německé Bundesligy (jako hráč VfL Hameln). Byl odchovancem Crvene zvezdy. Měřil 190 cm, hrál na postu pivota. Díky svému dlouhému pobytu ve Španělsku (krom Barcelony hrál v letech též za Atlético Madrid, Alciru a Ademar León) má rovněž španělské občanství.